# Жлобин (станция)
Жло́бин (бел. Жлобін) — электрифицированная железнодорожная станция в городе Жлобин. Является частью жлобинского железнодорожного узла, который также включает в себя станции: Жлобин-Сортировочный, Жлобин-Северный, Жлобин-Западный и Жлобин-Подольский.

## Движение поездов
По состоянию на август 2023 года вокзал отправляет и принимает поезда следующих направлений:

### Дальнее сообщение
Поезда международных линий:
- Минск—Анапа—Минск (с мая по сентябрь по нечётным 1 раз в 4 дня)
- Минск—Адлер—Минск (по чётным)
- Гомель—Москва—Гомель
- Гомель—Санкт-Петербург—Гомель

Поезда межрегиональных линий экономкласса:
- Минск-Гомель-Минск
- Гомель-Гродно-Гомель
- Гомель-Могилев-Гомель
- Полоцк-Брест-Полоцк
- Гомель-Могилёв-Гомель

Поезда межрегиональных линий бизнес-класса
- Гомель-Минск-Гомель

Поезда региональных линий бизнес-класса
- Калинковичи-Минск-Калинковичи

### Пригородное сообщение
Поезда региональных линий экономкласса:
- Жлобин-Гомель
- Жлобин-Салтановка
- Жлобин-Калинковичи
- Жлобин-Осиповичи
- Жлобин-Рабкор
- Жлобин-Могилев
- Жлобин-Рогачев

## История
Станция открыта в 1873 году.
В 2002 году началась реконструкция здания вокзала. 19 января 2004 года здание вокзала было сдано в эксплуатацию. В декабре 2009 года сдан в эксплуатацию новый пешеходный мост.
28 сентября 2013 года был сдан в эксплуатацию электрифицированный участок дороги Осиповичи-Жлобин. В январе 2016 окончена электрификация и ввод в эксплуатацию МПЦ и АЛСО на участке Жлобин — Буда-Кошелёвская. 2 мая 2016 на участке Жлобин — Гомель начата тестовая эксплуатация контактной сети, начато движение электропоездов ЭР9Е и ЭР9Т.
В июне 2020 года открыта контактная сеть на участке Жлобин — Светлогорск-на-Березине.

## Перспективы
Начаты проектные работы по электрификации линии Жлобин — Могилёв — Орша — Витебск — Полоцк.